# سولفات زیرکونیم (IV)
سولفات زیرکونیم(IV) (به انگلیسی: Zirconium(IV) sulfate) با فرمول شیمیایی Zr(SO۴)۲ یک ترکیب شیمیایی با شناسه پاب‌کم ۱۶۲۱۳۷۸۵ است. که جرم مولی آن ۲۸۵٫۳۵ g/mol می‌باشد. شکل ظاهری این ترکیب، سفید است.